# Polylogaritmen
Inom matematiken är Polylogaritmen en speciell funktion som definieras som
{\displaystyle \operatorname {Li} _{s}(z)=\sum _{k=1}^{\infty }{z^{k} \over k^{s}}=z+{z^{2} \over 2^{s}}+{z^{3} \over 3^{s}}+\cdots \,.}

## Speciella värden
1. Då s är ett negativt heltal är polylogaritmen en rationell funktion av z:
{\displaystyle \operatorname {Li} _{1}(z)=-\ln(1-z)}
{\displaystyle \operatorname {Li} _{0}(z)={z \over 1-z}}
{\displaystyle \operatorname {Li} _{-1}(z)={z \over (1-z)^{2}}}
{\displaystyle \operatorname {Li} _{-2}(z)={z\,(1+z) \over (1-z)^{3}}}
{\displaystyle \operatorname {Li} _{-3}(z)={z\,(1+4z+z^{2}) \over (1-z)^{4}}}
{\displaystyle \operatorname {Li} _{-4}(z)={z\,(1+z)(1+10z+z^{2}) \over (1-z)^{5}}\,}
och i allmänhet
{\displaystyle \operatorname {Li} _{-n}(z)=\left(z\,{\partial  \over \partial z}\right)^{n}{z \over {1-z}}=}
{\displaystyle =\sum _{k=0}^{n}k!\,S(n\!+\!1,\,k\!+\!1)\left({z \over {1-z}}\right)^{k+1}\qquad (n=0,1,2,\ldots )\,,}
där S(n,k) är Stirlingtalen av andra ordningen . 
2.
{\displaystyle \operatorname {Li} _{1}({\tfrac {1}{2}})=\ln 2}
{\displaystyle \operatorname {Li} _{2}({\tfrac {1}{2}})={\tfrac {1}{12}}\pi ^{2}-{\tfrac {1}{2}}(\ln 2)^{2}}
{\displaystyle \operatorname {Li} _{3}({\tfrac {1}{2}})={\tfrac {1}{6}}(\ln 2)^{3}-{\tfrac {1}{12}}\pi ^{2}\ln 2+{\tfrac {7}{8}}\,\zeta (3)\,,}
där ζ är Riemanns zetafunktion. Inga liknande formler är kända för högre ordningar, men några något mer komplicerade formler är
{\displaystyle \operatorname {Li} _{4}({\tfrac {1}{2}})={\tfrac {1}{360}}\pi ^{4}-{\tfrac {1}{24}}(\ln 2)^{4}+{\tfrac {1}{24}}\pi ^{2}(\ln 2)^{2}-{\tfrac {1}{2}}\,\zeta ({\bar {3}},{\bar {1}})\,,}
som innehåller den alternerande dubbelsumman {\displaystyle \scriptstyle \zeta ({\bar {3}},{\bar {1}})~=\,\sum _{m>n>0}\,(-1)^{m+n}m^{-3}n^{-1}}. I allmänhet gäller för heltal n ≥ 2 
{\displaystyle \operatorname {Li} _{n}({\tfrac {1}{2}})=-\zeta ({\bar {1}},{\bar {1}},\left\{1\right\}^{n-2})\,,}
där ζ(s1, ..., sk) är multipel-zetafunktionen, exempelvis
{\displaystyle \operatorname {Li} _{5}({\tfrac {1}{2}})=-\zeta ({\bar {1}},{\bar {1}},1,1,1)\,.}
3. Direkt ur polylogaritmens definition följer att
{\displaystyle \operatorname {Li} _{s}(e^{2\pi im/p})=p^{-s}\sum _{k=1}^{p}e^{2\pi imk/p}\,\zeta (s,{\tfrac {k}{p}})\qquad (m=1,2,\dots ,p-1)\,,}
där ζ är Hurwitzs zetafunktion.

## Integralrepresentationer
För alla komplexa s och z gäller
{\displaystyle \operatorname {Li} _{s}(z)={\tfrac {1}{2}}z+{\Gamma (1\!-\!s,-\ln z) \over (-\ln z)^{1-s}}+2z\int _{0}^{\infty }{\frac {\sin(s\arctan t\,-\,t\ln z)}{(1+t^{2})^{s/2}\,(e^{2\pi t}-1)}}\,\mathrm {d} t.}

## Relation till andra funktioner
- Då z=1 blir polylogaritmen Riemanns zetafunktion:

{\displaystyle \operatorname {Li} _{s}(1)=\zeta (s)\qquad ({\textrm {Re}}(s)>1)\,.}
- Polylogaritmen är även relaterad till Dirichlets etafunktion och Dirichlets betafunktion:

{\displaystyle \operatorname {Li} _{s}(-1)=-\eta (s)\,,}
och
{\displaystyle \operatorname {Li} _{s}(\pm i)=-2^{-s}\,\eta (s)\pm i\,\beta (s)\,.}
- Polylogaritmen är ett specialfall av ofullständiga polylogaritmen:

{\displaystyle \operatorname {Li} _{s}(z)=\operatorname {Li} _{s}(0,z)\,.}
- Polylogaritmen är ett specialfall av Lerchs transcendent:

{\displaystyle \operatorname {Li} _{s}(z)=z\,\Phi (z,s,1)\,.}
- Polylogaritmen är också relaterad till Hurwitzs zetafunktion:

{\displaystyle \operatorname {Li} _{s}(z)={\Gamma (1\!-\!s) \over (2\pi )^{1-s}}\left[i^{1-s}~\zeta \!\left(1\!-\!s,~{\frac {1}{2}}+{\ln(-z) \over {2\pi i}}\right)+i^{s-1}~\zeta \!\left(1\!-\!s,~{\frac {1}{2}}-{\ln(-z) \over {2\pi i}}\right)\right],}
utom då s=0,1,2,...
- Polylogaritmen är relaterad till Bernoullipolynomen emligt

{\displaystyle \operatorname {Li} _{n}(e^{2\pi ix})+(-1)^{n}\,\operatorname {Li} _{n}(e^{-2\pi ix})=-{(2\pi i)^{n} \over n!}\,B_{n}(x)\,,}
där 0 ≤ Re(x) < 1 om Im(x) ≥ 0, och 0 < Re(x) ≤ 1 om Im(x) < 0.
- Legendres chifunktion χs(z) kan skrivas med hjälp av polylogaritmen::

{\displaystyle \chi _{s}(z)={\tfrac {1}{2}}\left[\operatorname {Li} _{s}(z)-\operatorname {Li} _{s}(-z)\right].}
- Polylogaritmen av heltalsordning kan skrivas med hjälp av generaliserade hypergeometriska funktionen:

{\displaystyle \operatorname {Li} _{n}(z)=z\;_{n+1}F_{n}(1,1,\dots ,1;\,2,2,\dots ,2;\,z)\qquad (n=0,1,2,\ldots )~}
{\displaystyle \operatorname {Li} _{-n}(z)=z\;_{n}F_{n-1}(2,2,\dots ,2;\,1,1,\dots ,1;\,z)\qquad (n=1,2,3,\ldots )~.}
- Inversa tangensintegralen Tis(z) är relaterad till polylogaritmen enligt

{\displaystyle Ti_{s}(z)={1 \over 2i}\left[\operatorname {Li} _{s}(iz)-\operatorname {Li} _{s}(-iz)\right].}
Av det här följer:
{\displaystyle Ti_{0}(z)={z \over 1+z^{2}},\quad Ti_{1}(z)=\arctan z,\quad Ti_{2}(z)=\int _{0}^{z}{\arctan t \over t}\,\mathrm {d} t,}
{\displaystyle \quad \ldots ~,\quad Ti_{n+1}(z)=\int _{0}^{z}{Ti_{n}(t) \over t}\,\mathrm {d} t\,.}

## Gränsvärden
{\displaystyle \lim _{|z|\rightarrow 0}\operatorname {Li} _{s}(z)=z}
{\displaystyle \lim _{|\mu |\rightarrow 0}\operatorname {Li} _{s}(e^{\mu })=\Gamma (1\!-\!s)\,(-\mu )^{s-1}\qquad (\mathrm {Re} (s)<1)}
{\displaystyle \lim _{\mathrm {Re} (\mu )\rightarrow \infty }\operatorname {Li} _{s}(-e^{\mu })=-{\mu ^{s} \over \Gamma (s+1)}\qquad (s\neq -1,-2,-3,\ldots )}
{\displaystyle \lim _{\mathrm {Re} (\mu )\rightarrow \infty }\operatorname {Li} _{-n}(e^{\mu })=-(-1)^{n}\,e^{-\mu }\qquad (n=1,2,3,\ldots )}
{\displaystyle \lim _{\mathrm {Re} (s)\rightarrow \infty }\operatorname {Li} _{s}(z)=z}
{\displaystyle \lim _{\mathrm {Re} (s)\rightarrow -\infty }\operatorname {Li} _{s}(e^{\mu })=\Gamma (1\!-\!s)\,(-\mu )^{s-1}\qquad (-\pi <\mathrm {Im} (\mu )<\pi )}
{\displaystyle \lim _{\mathrm {Re} (s)\rightarrow -\infty }\operatorname {Li} _{s}(-e^{\mu })=\Gamma (1\!-\!s)\left[(-\mu -i\pi )^{s-1}+(-\mu +i\pi )^{s-1}\right]\qquad (\mathrm {Im} (\mu )=0)}

## Övrigt
Definiera  {\displaystyle \scriptstyle \rho \,=\,{\tfrac {1}{2}}({\sqrt {5}}-1)}. Då gäller
{\displaystyle \operatorname {Li} _{2}(\rho ^{6})=4\operatorname {Li} _{2}(\rho ^{3})+3\operatorname {Li} _{2}(\rho ^{2})-6\operatorname {Li} _{2}(\rho )+{\tfrac {7}{30}}\pi ^{2}}
och
{\displaystyle \operatorname {Li} _{2}(\rho )={\tfrac {1}{10}}\pi ^{2}-\ln ^{2}\rho .}